# Мокряк Іван Сидорович
Іван Сидорович Мокряк (*27.12.1923, с. Куйбишовка, Єланецького району, Миколаївської області) — господарник, громадсько-політичний діяч, Почесний громадянин Хотинського району, Почесний ветеран України.

## Біографія
Народився 27 грудня 1923 року в с. Куйбишовка Єланецького району Миколаївської області. Боєць-кулеметник у складі 3-го Українського і 1-го Білоруського фронтів. По закінченню війни до травня 1947 року — командир відділення військової адміністрації військової комендатури Берліна. Закінчив Одеський сільськогосподарський інститут. Працював агрономом райсільгоспвідділу в  м. Хотині, директором сільськогосподарської школи у Садгорі, головою колгоспу «Нове життя» (с. Каплівка Хотинського району), інструктором, завідувачем відділу, другим секретарем Хотинського райкому КПУ. Продовж 1988-2012 років очолював Хотинську районну організацію ветеранів України.

## Громадська діяльність
- Член КПРС
- Член Хотинського райкому КПУ.
- Депутат Хотинської районної ради депутатів трудящих.
- Голова Хотинської районної організації ветеранів України.

## Відзнаки, нагороди
- Орден Вітчизняної війни ІІ ступеня.
- Орден Вітчизняної війни І ступеня.
- Орден Богдана Хмельницького ІІІ ступеня.
- Орден Богдана Хмельницького ІІ ступеня.
- Орден «Знак Пошани».
- Орден «Знак Пошани».
- Почесний громадянин Хотинського району.
- Почесний ветеран України.